# Cúp quốc gia Scotland 1928–29
 Cúp quốc gia Scotland 1928–29 là mùa giải thứ 51 của giải đấu bóng đá loại trực tiếp uy tín nhất Scotland. Chức vô địch thuộc về Kilmarnock khi đánh bại Rangers trong trận Chung kết.

## Bán kết
| Kilmarnock | v | Celtic |
| ---------- | - | ------ |
|            |   |        |

| Rangers                                    | v | St Mirren |
| ------------------------------------------ | - | --------- |
| Tommy Muirhead Sandy Archibald Alan Morton |   |           |

## Chung kết
| Kilmarnock                   | v | Rangers |
| ---------------------------- | - | ------- |
| Jock Aitken Jimmy Williamson |   |         |